# Cartismo

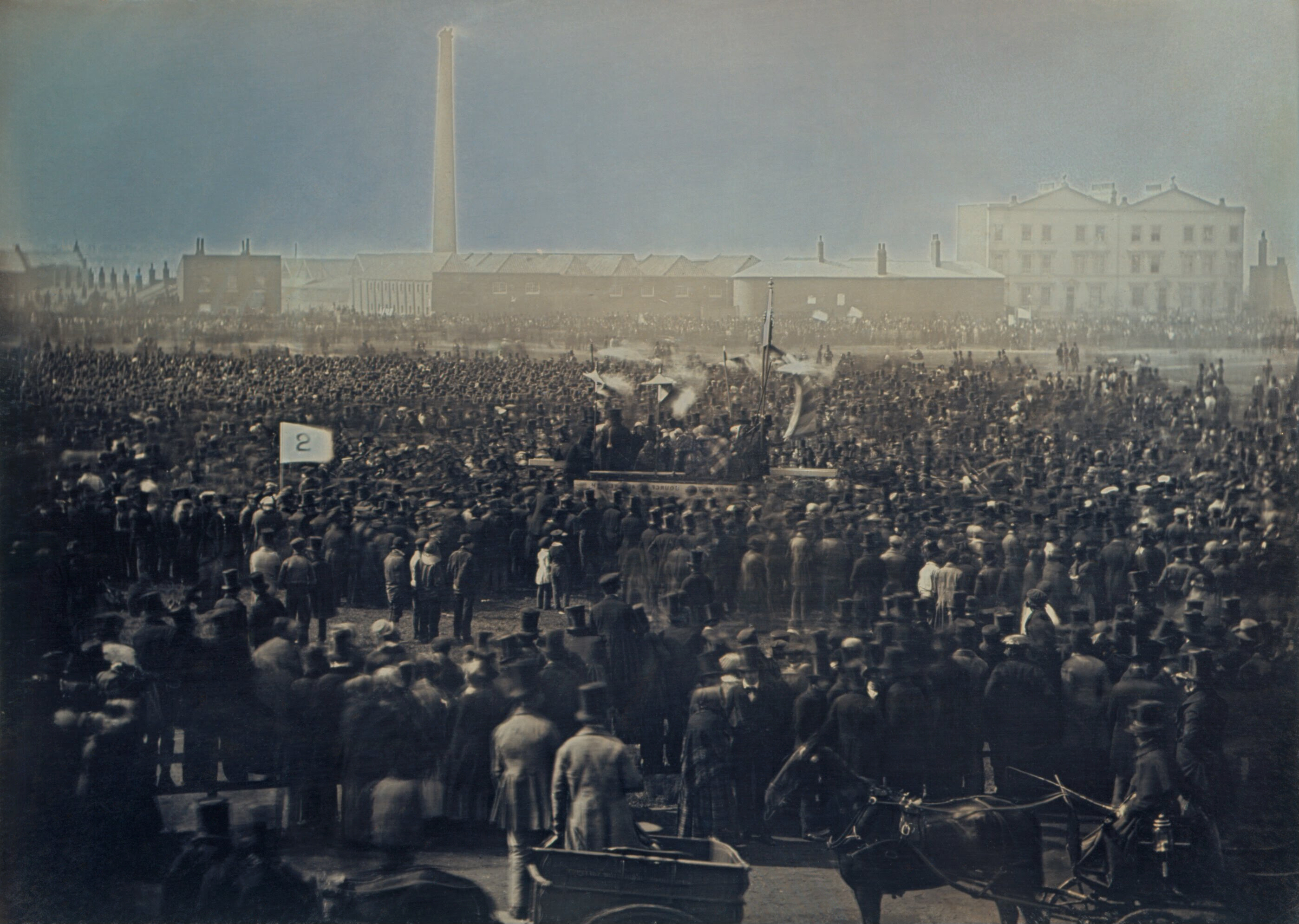
Una riunione di cartisti del 10 aprile 1848 a Londra.

Il Cartismo fu un movimento politico-sociale, britannico, prevalentemente di uomini della classe lavoratrice, il cui nome derivava dalla People's Charter ("Carta del Popolo") presentata nel 1838 alla Camera dei Comuni con una petizione firmata da oltre un milione di persone. Il movimento era organizzato da Feargus O'Connor, avvocato di origini irlandesi.

## Descrizione

Bandiera repubblicana britannica, originaria del 1816, in uso almeno fino al 1935.

Il movimento trova le sue origini nella London Working Men's Association fondata da William Lovett, Francis Place e Henry Hetherington e nasce dal forte scontento che la classe lavoratrice stava provando nei confronti delle pessime condizioni lavorative a cui erano soggetti e al pessimo trattamento da parte dei padroni.
Dopo che il Reform Act del 1832 non era riuscito ad espandere l'estensione dell'elettorato e, anzi, la Poor Law Amendment Act del 1834 costringeva le persone più povere a entrare nelle workhouse anche solo per un po' di sostentamento di base (che vennero opportunamente 'peggiorate' nelle loro condizioni, per fare in modo che vi cercassero riparo e vitto solo le persone molto bisognose e senza più nulla da perdere), crebbe sempre di più la frustrazione di una quota sempre maggiore della popolazione meno abbiente per la situazione socio-economica generale.

### LaPeople's Charter
Nel 1838 fu così presentata la People's Charter ("Carta del popolo"). Articolato in sei punti, esso rivendicava:
1. il voto garantito ad ogni maschio di ventuno anni, sano di mente e mai condannato;
2. il voto segreto per proteggere l'elettore nell'esercizio del suo diritto di voto;
3. nessun obbligo di proprietà nella qualificazione per concorrere ad essere membro del Parlamento.
4. l'indennità parlamentare, per consentire a tutti i lavoratori di servire lo Stato senza essere penalizzati economicamente;
5. la revisione delle circoscrizioni elettorali, che assicurasse la stessa quantità di rappresentanti a un pari numero di elettori;[2]
6. il Parlamento Annuale, che costituiva il metodo più efficace contro il ricatto e le intimidazioni.

La petizione fu nuovamente presentata nel 1842 con oltre tre milioni di firme e, in seguito ad un ulteriore rifiuto, una terza e ultima volta nel 1848, in seguito ai primi sviluppi della rivoluzione francese di quell'anno. 
Il mancato accoglimento diede luogo a diverse manifestazioni, che sfociarono anche in gravi casi di sangue.

### Sviluppi successivi
Successivamente il movimento andò perdendo forza, sia per il raggiungimento di una maggiore prosperità, sia per le riforme attuate tra il 1867 e il 1884, soprattutto il Ballot Act del 1872, che ne accolsero di fatto gran parte delle richieste.
L'eredità del cartismo confluì quindi nel movimento socialista.